# Mark Murphy (Musiker)

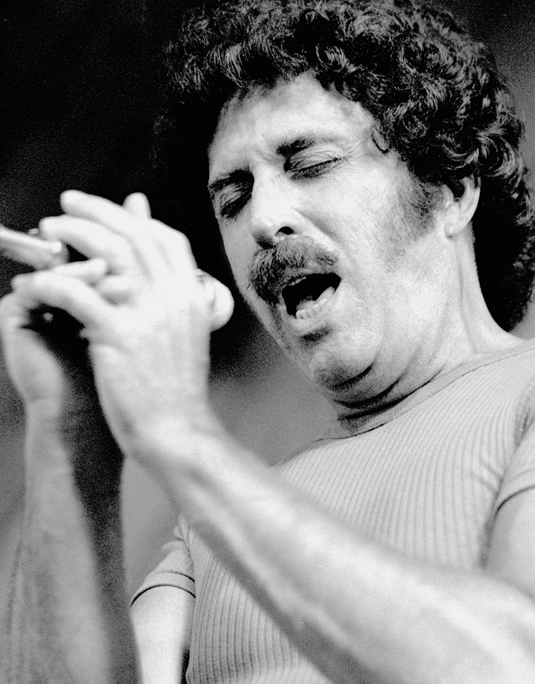
Mark Murphy (1980)

Mark Howe Murphy  (* 14. März 1932 in Syracuse, New York; † 22. Oktober 2015 in Englewood, New Jersey) war ein US-amerikanischer Jazzsänger. Nach Reclams Jazzlexikon war er einer der beliebtesten Jazzsänger überhaupt. Er galt als der „Woody Herman der Vokalisten“, zu fasziniert von interessanten Strömungen, um sich auf einen einzigen, hauseigenen Sound zu beschränken.

## Leben und Wirken
Mark Murphy wurde im Norden des Staates New York geboren, wo er in der Tanzband seines Bruders und verschiedenen lokalen Bands an der Highschool sang. Nachdem er nach Abschluss der Schule Anfang der 1950er Jahre von Sammy Davis, Jr. entdeckt und in dessen Fernsehshow eingeladen worden war, führte die Empfehlung von Tony Scott zu Nat Hentoff, der ihn an
Milt Gabler vermittelte. So veröffentlichte er bei Decca erste Singles und 1956 sein erstes Album Meet Mark Murphy, bei dem er vom Ralph Burns Orchester begleitet wurde; es folgte das Album Let Yourself Go. Dann wechselte Murphy zu Capitol; die Produktionen dieses Labels waren auf Hits auf dem Popmarkt ausgerichtet, waren aber kommerziell nicht erfolgreich.
Zu seinen wichtigen frühen LPs gehörten die beiden Riverside-Alben Rah! mit dem Orchester von Ernie Wilkins, das Bebop-Klassikern gewidmet war, und That’s How I Love the Blues mit Tin-Pan-Alley-Songs und Blues-Arrangements von Al Cohn. Darin enthalten sind Murphys Referenzen an den Bigband-Blues à la Count Basie und den Kansas City Jazz, New Yorker Traditionen von Benny Carter bis Benny Goodman oder den Chicago-Jazz von Earl Hines und Billy Eckstine sowie noch älteres Material von Joe Turner und Pete Johnson, aber auch von Horace Silver.
1963 hatte er mit seiner Version von Fly Me to the Moon einen Hit in den US-Charts. In den folgenden Jahren erlangte er Popularität in Europa und war auf dem US-amerikanischen Markt fast nicht mehr präsent. Zwischen 1973 und 1986 nahm Murphy vierzehn Alben für das Label Muse Records auf, etwa mit den Brecker Brothers Klassiker des Modern Jazz wie Naima oder Red Clay; auch sang er ein Album mit den Songs von Nat King Cole. In dieser Zeit entwickelte er sich zu einem der führenden Jazzvokalisten, der nach Ansicht des Autors Will Friedwald „seine Karriere der Erforschung aller Genres [widmete], die man im Jazz kannte“. So experimentierte er, indem er Geschichten und Sprüche zwischen den Songs nahtlos in die Musik einfließen ließ und Gesang mit Textrezitationen und Poetik verband. Eines seiner populärsten Werke ist das Muse-Album Bop For Kerouac, auf dem er Gedichte von Jack Kerouac vertonte. „Murphy wechselt die Techniken, wie andere Sänger die Songs wechseln; oftmals reiht er sie aneinander wie die einzelnen Stücke eines Medleys. […] In seiner Art gibt es nicht die Spur von Gezwungenheit oder Unnatürlichkeit; er nimmt sich vielmehr vor, einer der aufregendsten jazzbeeinflussten Künstler zu sein und hat Erfolg damit, indem er die unendlich diffizilen Feinheiten und Nuancierungen des Jazz meistert.“
In den 1980er Jahren entstanden einige Alben für Milestone, bei denen er unter anderem von Claudio Roditi und Art Farmer begleitet wurde. In den 1990er Jahren arbeitete er unter anderem mit Ack van Rooyen und Jack van Poll. Ab 1999 folgt eine Reihe von Alben für HighNote Records. 2005 veröffentlichte er das Balladen-Album Once to Every Heart, das in Zusammenarbeit mit dem deutschen Jazztrompeter Till Brönner entstand. 2007 folgte mit dem Album Love Is What Stays eine weitere Zusammenarbeit mit Brönner.
Murphy sang auch in der Art der Vocalese Jazzsoli von Instrumentalisten nach, die er mit Scat, häufiger aber mit klugen eigenen Texten versah, und zweitens erstreckte sich sein persönlicher Improvisationsstil nicht nur auf die Melodie, sondern auch auf die Texte.
Mark Murphy starb am 22. Oktober 2015 im Alter von 83 Jahren im Lillian Booth Actors Home in Englewood, New Jersey.

## Auszeichnungen
Von den Lesern der Musikzeitschrift Down Beat wurde Murphy in den Jahren 1996, 1997, 2000 und 2001 zum besten Jazzsänger gewählt. Er wurde zudem sechsmal für einen Grammy für den besten Jazzgesang nominiert.

## Diskographische Hinweise
- This Could Be the Start of Something (1958, Fenn Music 2010 als 2in1 CD mit Hip Parade) mit Bill Holman
- Hip Parade (1959) mit Bill Holman
- Rah! (Riverside Records, 1961) mit dem Ernie Wilkins Orchestra
- That’s How I Love the Blues (Riverside, 1962) mit Clark Terry, Snooky Young, Roger Kellaway, Jim Hall
- Midnight Mood (1967, 1970, MPS – Most Perfect Sound Edition, 2005)
- Bop for Kerouac (Muse Records, 1981)
- September Ballads (Milestone Records, 1988) mit Art Farmer, Oscar Castro-Neves
- Another Vision (September Records, 1992) mit Ack van Rooyen
- Some Time Ago (HighNote Records, 2000) mit Dave Ballou, Steve LaSpina, Winard Harper
- Once to Every Heart (Verve Music Group, 2005)
- A Beautiful Friendship: Remembering Shirley Horn (Gearbox Records, 2013), mit Alex Minasian, Curtis Lundy, Steve Williams, Till Brönner
- Shadows (TCB, 2014), mit Karlheinz Miklin, Fritz Pauer, Ewald Oberleitner, Dusan Novakov (rec. 1996)